# جيم كينسلا
جيم كينسلا (بالإنجليزية: Jim Kinsella)‏ هو مدرب كرة قدم ولاعب كرة قدم بريطاني، ولد في 22 فبراير 1947. لعب مع نادي آير يونايتد ونادي إيست فيف ونادي دمبرتون.